# Gustav Schorsch
Gustav Schorsch někdy uváděn též jako Gustav Šorš (29. ledna 1918 Hořice – leden 1945 Fürstengrube) byl mladý český herec, divadelní režisér a překladatel.

## Rodina, vzdělání
Narodil se v židovské rodině textilního podnikatele v Hořicích Evžena Schorsche (1875–1942) a jeho manželky Hany (1881–1942), rozené Fantové. Měl staršího bratra Karla (1911–1973) a sestru Julii (1913–1990).
Vystudoval reálné gymnázium v Praze na Smíchově. Již na gymnáziu založil recitační soubor. Zajímal se o poezii i prózu, účastnil se recitačních soutěží, kde recitoval i latinsky. Po maturitě v roce 1937 začal studovat filosofii a estetiku na Filosofické fakultě Univerzity Karlovy a současně i druhý ročník dramatického oddělení Konzervatoře v Praze, kterou dokončil v roce 1940.

## Divadelní činnost do roku 1940
Na Konzervatoři hrál v řadě inscenací. Vystoupil také v pražské Unitarii s Dělnickým ochotnickým divadlem v Gorkého hře Na dně, kterou sám režíroval. Od roku 1937 až do roku 1940 vystupoval příležitostně v pražském Národním divadle v menších rolích, zvláště v režiích Karla Dostala, Jiřího Frejky a Jana Bora. Dostalovi také asistoval a ten jej pověřil nastudováním recitačních sborů v inscenaci J. W. Goetha Faust v Národním divadle v roce 1939.
Na podzim roku 1939 začal Schorsch se svojí skupinou v Topičově salóně na Národní třídě v Praze uvádět literární pořady, a to přímo ve výstavní síni mezi vystavenými obrazy a sochami. Spolu se Schorschem se na představeních podíleli např. Jiří Orten, Felix le Breux a Vlasta Schönová. Od července 1939 již nemohl z důvodů zavedení protižidovských zákonů veřejně vystupovat. V divadélku byl uveden Horův Jan Houslista (přednes provedl za zástěnou Jiří Orten) a pořad s verši Ivana Blatného. Tak byl položen základ Divadélka pro 99, které zahájilo oficiálně provoz 2. února 1940 literárním pořadem Verše o Praze. Na jaře 1940 se pak řízení divadélka ujal Jindřich Honzl, který však již třetím pořadem (pásmo korespondence Román lásky a cti) šel jinou dramaturgickou cestou než Schorschova skupina a namísto „divadla poezie“ směřoval ke skutečné divadelní činnosti.

## Další činnosti
Za svůj krátký život, již na gymnáziu, se stačil zabývat také překlady z latiny; v roce 1938 se objevil na filmovém plátně a v témže roce provedl pro rozhlas dramatizaci jedné Mannovy hry.

## Deportace
V červnu roku 1941 byl Schorsch nucen odjet do internačního pracovního tábora v Lípě u Německého Brodu, kde pracoval jako pomocný dělník do ledna 1942. Krátce pak ještě pobýval a pracoval v Praze; navštěvoval zde rovněž tajný filozofický seminář vedený dr. Josefem Benešem a přednášky o teorii umění a scházel se s přáteli, kteří stejně jako on již neměli přístup do veřejných podniků (Kamil Bednář, Věra Bednářová, Josef Hiršal, Jan Kotík, Josef Hlinomaz, Karel Pech a další). Dne 22. prosince 1942 byl deportován do koncentračního tábora Terezín.

## Činnost v Terezíně, Osvětim
Zapojil se do divadelní činnosti v Terezíně a vedl divadelní seminář. Se svým hereckých souborem se věnoval především činohře a recitacím. Úspěšně uvedl hru Petra Kiena Loutky a Ženitbu N. V. Gogola.
V Terezíně spolupracoval mj. s výtvarníkem Františkem Zelenkou. Dramaturgem v Schorschově skupině byl Mirko Tůma.
Schorsch také v Terezíně připravoval pořady pro recitační večery (např. z díla Nerudy, Dyka a Halase) a dále sám připravoval nebo se spolupodílel na pořadech z děl Josefa Hory, Franze Kafky, Moliera, Rimbauda a Karla Čapka. Rovněž spolupracoval na pořadu recitací uváděných na dětských marodkách.
Dne 16. října 1944 byl Schorsch zařazen do transportu ER do Osvětimi a dle dostupných svědectví byl v lednu 1945 zastřelen na marodce při likvidaci pobočného osvětimského tábora Fürstengrube a kavalec s jeho tělem zapálen.

## Citát
| „              | Gustav Schorsch. Byl z těch, k nimž nikdo nedovede být zlý. Měl úsměv, který odzbrojoval, jeho pohled, omilostněný cudností, plašil ďábly; chodil průzračným hmotným světem, samo poselství aetherných dálek, ožilá zvěst jiných, lepších světů. Patřil více tam, než sem, nemohl dlouho žít na zemi. Ale miloval ji láskou, která posvěcuje tuchou a křísí odumřelou ctnost k novému životu. V jeho přítomnosti se lidé stávali lepšími. | “ |
| — Karel Dostal | |   |

## Divadelní role, výběr (Praha)
- 1937 Edmond Konrád: Kde se žebrá, Čtvrtý chodec, Stavovské divadlo, režie Karel Dostal
- 1938 William Shakespeare: Romeo a Julie, Měšťan, Šlechtic, Jiný hudebník, Stavovské divadlo, režie Jiří Frejka
- 1938 Karel Čapek: Loupežník, Sýček, Stavovské divadlo, režie Jiří Frejka
- 1938 Molière: Zdravý nemocný, Lékárník, Stavovské divadlo, režie Karel Dostal
- 1939 Jiří Mahen: Janošík, Šuhaj, Prozatímní divadlo, režie Jan Bor
- 1940 J. Bor: I. A. Gončarov: Strž, Národní divadlo, režie Jan Bor

## Divadelní režie, Terezín
- 1943 Petr Kien: Loutky
- 1943 (listopad[15]) N. V. Gogol: Ženitba, (scéna František Zelenka[16])

Rozpracováno, ale nerealizováno:
- 1944 A. S. Gribojedov: Moře z rozumu
- 1944 William Shakespeare: Veta za vetu
- 1944 William Shakespeare: Večer tříkrálový
- 1944 Pedro Calderón de la Barca: Zalamejský rychtář

## Filmografie
- 1932 Před maturitou, student, režie Vladislav Vančura a Svatopluk Innemann

## Překlady
- Titus Lucretius Carus: O podstatě jsoucna (překlad z latiny)

## Rozhlas
- 1938 Thomas Mann: Tonio Kröger (dramatizace hry)

## Osobnosti české kultury o Gustavu Schorschovi
Josef Hlinomaz
- Byl jsem z lidí Gustavových a vidím, jak těžké je o něm psát; vím, že se mi nepodaří říci, co bych chtěl, co pro mne znamenal jako divadelník i jako člověk. Jedno dnes vím: Gustav věděl, jak budou divadla po válce u nás vypadat, a byl jediný, kdo by dnes dovedl ukázat cestu; práce s ním by byla hledáním, kde člověk chce říci nějaké něco, co cítí…Gustav rozuměl lidem, žil a cítil s nimi a dovedl mít k lidem nekompromisní, opravdové, přátelské vztahy...Jaký je Gustavův odkaz? Netvářit se, nemazlit se, nelhat si, říkat pravdu do očí, pomáhat si, nikomu nikam nelézt, nechovat se herecky roztomile. Zůstat svým![17]

Karel Dostal
- Ale Gustav Schorsch nežil nadarmo. Nebyl hlavou skupiny ani nebyl jejím mluvčím. Včecek utkán ze světla a ryzího kovu, stál mezi druhy a jen prozařoval jejich myšlení, jenom souzvučel s melodií jejich řeči. A přece jsi, Gustave Schorschi, svíčkou v lucerně, s níž chodili a chodí za bílého dne ulicemi měst, hledajíce člověka; ty jsi to, ten čistý akord v hlaholu zvonů i v cinkání zvonečků, svolávající lidi dobré vůle.[18]

Jiří Plachý
- Není snadné zapamatovat si desítky těch, kteří se po tolik let snažili rok co rok vyzkoušet své schopnosti pro studium na dramatické konzervatoři. V roce 1937 byl mezi nimi 19letý Gustav Schorsch. Bylo ihned patrno, že jde o jednoho z příslušníků mladé generace výjimečných schopností. Zapamatoval jsem si jej. Lehce získal spontánní souhlas ku přijetí. Bylo radostné pozorovat jeho vývoj po celou dobu tří let, než v roce 1940 absolvoval. Pro jeho mladistvou moudrost, vrozenou inteligenci, nejněžnější vztah k věcem i lidem, duchovní sílu a poctivost.[19]

Norbert Frýd
- Schorsch měl světlou pleť a hubený, asténický vzhled proroka. Jeho vyklenutý nos, výraz očí a barva vlasů připomínaly portréty mladého Schillera. Dovedl své posluchače fascinovat, udržet je po celou hodinu v prudkém napětí...Byl to fanatik krásy, člověk bez osobních nároků a potřeb, obdařený velikou mocí nad obcí svých obdivovatelů. Jeho přísnosti, jeho apolitickému, ne-li přímo antipolitickému patosu nechyběla ovšem ani příchuť hořké, bolestně trpné rezignace.[20]

Emil Utitz
- S Gustavem Schorschem jsem se seznámil v Praze za války, když jsme se scházívali v nejužším kroužku, abychom rozmlouvali o otázkách z theorie umění. V Terezíně jsem se s ním setkal znovu. Protože jsme oba působili ve „Freizeitgestaltung“, dostali jsme se často do styku, a měl jsem příležitost, abych pozoroval z největší blízkosti jeho režijní a recitační činnost…Byl sám recitátorem vysoké úrovně. Když přednesl latinsky slavnou řeč Ciceronovu proti Catilinovi, vyvolalo to nejen nadšení, ale byl to vskutku výkon mistrovský, – a nemusím se ostýchat, když užívám tohoto silného slova. Ale jeho nejvlastnějším oborem byla přece jenom režie.[21]